# Philip Jones Griffiths

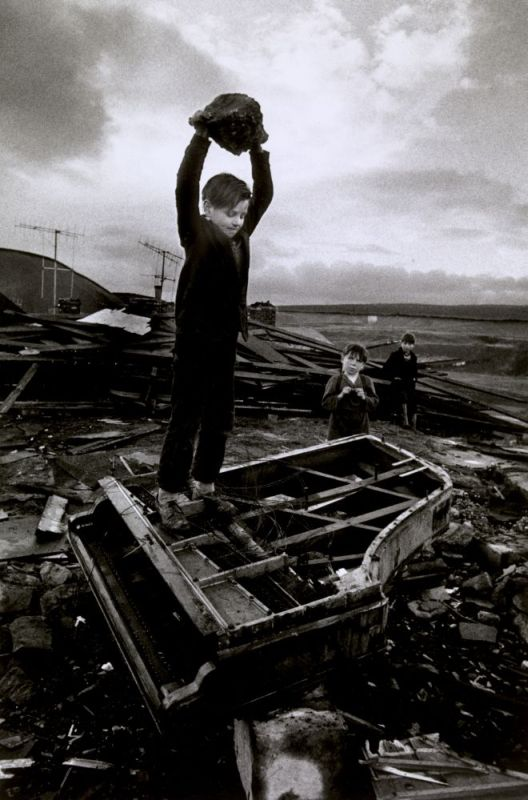
Chico destruyendo un piano en Pant-y-Waen, Gales Del sur. Jones Griffiths, 1961

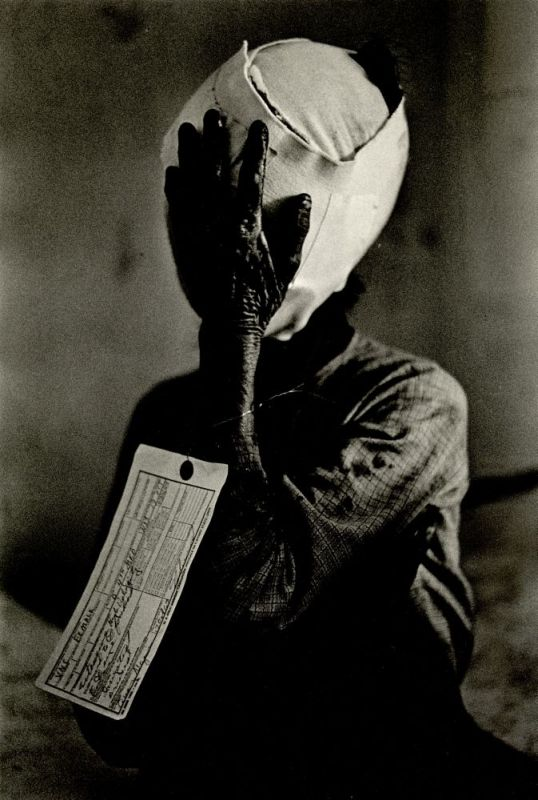
Mujer marcada con la señal VNC (civil vietnamita), Vietnam, 1967. Jones Griffiths

Philip Jones Griffiths (18 de febrero de 1936 – 19 de marzo de 2008) fue un fotógrafo galés especializado en fotoperiodismo conocido por su cobertura de la Guerra de Vietnam.

## Biografía
Nació en Rhuddlan en Flintshire, en el norte de Gales, su padre era supervisor local del servicio de transportes del London, Midland and Scottish Railway, y su madre enfermera del distrito de Ruddlan, donde estableció una pequeña clínica maternal en casa. Tuvo tres hermanos. Estudió farmacia en Liverpool y trabajó en Londres como director nocturno en una sucursal de Boots en Piccadilly. Al mismo tiempo trabajaba como fotógrafo a tiempo parcial para The Guardian.
Su primera fotografía fue de un amigo y la realizó con una Brownie de la familia en un bote de remos en Holyhead.
Nunca estuvo casado ya que consideraba el matrimonio como una idea burguesa, pero si tuvo "relaciones" significativas. Tuvo dos hijas: Fanella Ferrato y Katherine Holden, fruto de relaciones a largo plazo con Donna Ferrato y Heather Holden. Murió de cáncer el 19 de marzo de 2008.
El periodista John Pilger escribió poco después de su muerte: "nunca conocí un extranjero que se preocupase tan sabiamente de los vietnamitas, o de las personas normales de todo el mundo que se encuentran bajo la bota del poder como Philip Jones Griffiths. Fue un gran fotógrafo y uno de los mejores periodistas que he encontrado en mi vida y con un gran humanitarismo. Sus fotografías de personas normales, desde su Gales amado a Vietnam y las sombras de Camboya, te hace darte cuenta que los héroes existen. Era uno de ellos".

## Trayectoria profesional
En 1961, empezó su trabajo como fotógrafo independiente para The Observer con dedicación exclusiva y viajó a Argelia en 1962. Llegó a Vietnam en 1966, trabajando con la agencia Magnum.
La agencia Magnum encontró que sus imágenes eran difíciles de vender a las revistas americanas, ya que se concentraban en el sufrimiento de los vietnamitas y reflejaba una guerra fruto de la descolonización europea. Sin embargo, fue capaz de conseguir una exclusiva que engachó a los americanos: fotografías de Jackie Kennedy de vacaciones con un amigo británico en Camboya. A partir de esas fotos pudo continuar su cobertura de la guerra de Vietnam y publicar el libro Vietnam Inc. en 1971.
Ese libro tuvo una influencia importante en las percepciones americanas de la guerra y se convirtió en un clásico del fotoperiodismo. El libro era el resultado de su trabajo entre 1966 y 1971. Incluye descripciones críticas de los horrores de la guerra así como un estudio de vida rural vietnamita y puntos de vista de soldados americanos. Probablemente uno de las citas más conocidas del libro sea la vertida con relación al napalm ofrecida por una fuente del ejército estadounidense:

'Seguro que hemos complacido a aquellos chicos de la trastienda en Dow. El producto original no era tan caliente pues si los asiáticos eran rápidos se lo podrían quitar. Así que los chicos empezaron añadir poliestireno y ahora se engancha como una mancha en una sábana. Pero si el asiásitico saltase al agua podría dejar de quemarse, así que empezaron a añadirle fósforo blanco (Wllie Peter) para que queme mejor. Y justo con una gota es suficiente para que continúe quemando hasta el hueso y en todo caso morirían por envenenamiento con fósforo'.

Henri Cartier-Bresson dijo: "Nadie desde Goya ha retratado ninguna guerra como Philip Jones Griffiths". El presidente survietnamita, Nguyễn Văn Thiệu, criticó el trabajo de Griffiths señalando "Hay muchas personas no quiero que regresen a mi país, pero le puedo asegurar Señor Griffiths que su nombre está al principio de la lista".
En 1973, Griffiths cubrió la guerra de Yom Kipur. Después estuvo trabajando en Camboya desde 1973 a 1975. En 1980, se convirtió en el presidente de la agencia Magnum, cargo que ocupó durante cinco años. En 2001 se volvió a imprimir Vietnam Inc. con un prefacio por Noam Chomsky. Entre sus libros posteriores se encuentran Dark Odyssey, que es una colección de sus mejores imágenes y Agent Orange, que desarrolla el impacto del Agente Naranja empleado por Estados Unidos en las generaciones de la posguerra en Vietnam.
Se le considera un importante representante del "ensayo fotográfico".

## Fundación para el estudio de la Guerra "Philip Jones Griffiths"
Después de asumir su condición de enfermo terminal en 2001, Jones Griffiths creó una Fundación para preservar sus archivos, bajo la dirección de sus hijas. En 2015, la Biblioteca Nacional de Gales en Aberystwyth adquirió el archivo completo de Philip Jones Griffiths, que incluye aproximadamente unas 150000 diapositivas y unas 30000 impresiones.

## Libros
- Vietnam, Inc. ISBN 978-0-7148-4603-3.
  - New York: Collier Books (Macmillan), 1971.
  - London: Phaidon Press, 2001, reimpresión en 2006.
- Bangkok, Ámsterdam, 1979.[2]
- Dark Odyssey. New York: Aperture, 1996. ISBN 978-0-89381-645-2.
- Agent Orange: Collateral Damage in Vietnam. London: Trolley, 2004. ISBN 978-1-904563-05-1.
- Vietnam at Peace. London: Trolley, 2005. ISBN 978-1-904563-38-9.
- Recollections. London: Trolley, 2008. ISBN 978-1-904563-70-9.